# Фатах, Амар
Амар Абдирахман Ахмед Фатах (швед. Amar Abdirahman Ahmed Fatah; род. 19 февраля 2004, Швеция) — шведский футболист, полузащитник французского клуба «Труа».

## Клубная карьера
Является воспитанником АИК, где выступал за различные детские и юношеские коллективы. В 2021 году стал привлекаться к тренировкам с основной командой. В начале октября в перерыве на матчи сборных впервые сыграл за основной состав в товарищеской игре с «Йёнчёпингс Сёдрой». Ахмед провёл на поле всю встречу и отметился жёлтой карточкой. 7 ноября дебютировал в чемпионате Швеции в домашней встрече с «Эстерсундом», выйдя на замену на 82-й минуте вместо Николаса Стефанелли. Спустя две недели после своего дебюта, подписал новый контракт с клубом, рассчитанный до 31 декабря 2024 года.
30 августа 2022 года футболист перешёл во французский «Труа», заключив соглашение сроком на 5 лет, а сумма сделки составила 5 млн евро. Впервые вышел на поле за новый клуб 28 декабря в игре против «Нанта», заменив Вильсона Одобера.
31 января 2023 года перешел в аренду в «Ломмел».
26 августа 2024 года перешёл на правах аренды в нидерландский «Виллем II»

## Карьера в сборной
В августе 2021 года впервые был вызван в юношескую сборную Швеции на товарищеский турнир. 4 сентября дебютировал в её составе в матче со сборной Бельгии, выйдя в стартовом составе и на 84-й минуте уступив место Виктору Сефстену.

## Клубная статистика
| Выступление      | Выступление      | Выступление      | Лига | Лига | Кубки | Кубки | Еврокубки | Еврокубки | Итого | Итого |
| Клуб             | Лига             | Сезон            | Игры | Голы | Игры  | Голы  | Игры      | Голы      | Игры  | Голы  |
| ---------------- | ---------------- | ---------------- | ---- | ---- | ----- | ----- | --------- | --------- | ----- | ----- |
| АИК              | Алльсвенскан     | 2021             | 1    | 0    | —     | —     | —         | —         | 1     | 0     |
| АИК              | Алльсвенскан     | 2022             | 9    | 1    | 4     | 0     | 6         | 0         | 19    | 1     |
| АИК              | Итого            | Итого            | 10   | 1    | 4     | 0     | 6         | 0         | 20    | 1     |
| Труа             | Лига 1           | 2022/23          | 1    | 0    | —     | —     | —         | —         | 1     | 0     |
| Труа             | Итого            | Итого            | 1    | 0    | —     | —     | —         | —         | 1     | 0     |
| Всего за карьеру | Всего за карьеру | Всего за карьеру | 11   | 1    | 4     | 0     | 6         | 0         | 21    | 1     |